# Hot toddy

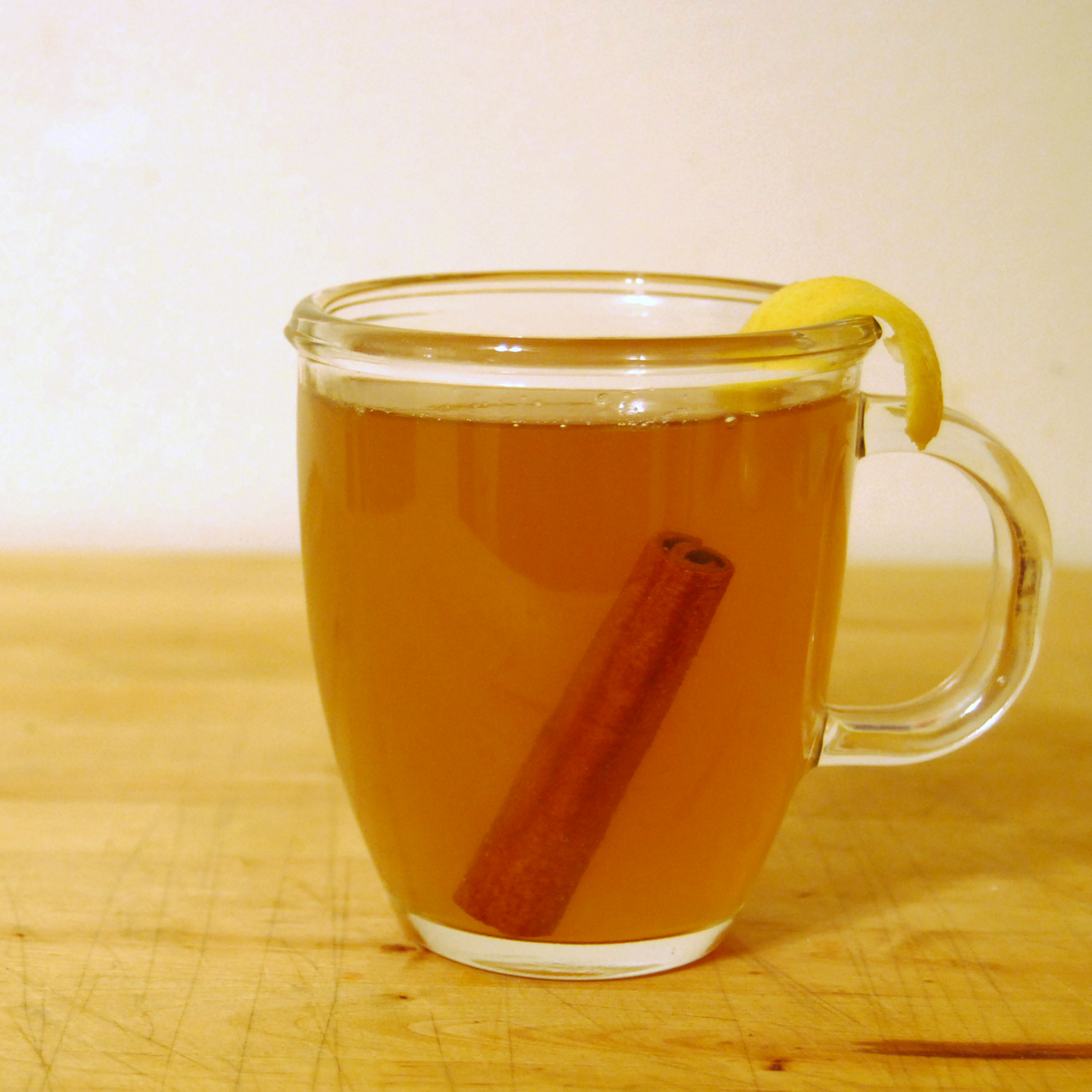
Un hot toddy

En el Reino Unido, un hot toddy, también conocido como hot whiskey en Irlanda, es una bebida hecha de licor y agua con miel (o, en algunas recetas, azúcar), hierbas (como el té) y especias, y servido caliente. Las recetas de hot toddy varían y tradicionalmente se beben antes de acostarse por la noche, en climas húmedos o fríos o para aliviar los síntomas del resfriado y la gripe. Las propiedades asociadas popularmente a la bebida se pueden resumir en la frase de Victoria Moore en su libro How to Drink (2009), «la vitamina C para la salud, la miel para calmar, el alcohol para adormecer».

## Preparación
Un hot toddy es una mezcla de alguna bebida espirituosa, generalmente whisky, agua caliente y miel (o, en algunas recetas, azúcar). En Canadá, se suele usar jarabe de arce. A menudo también se agregan condimentos adicionales como clavo, una rodaja de limón o canela (en forma de barra o molida).

## Etimología
La palabra toddy proviene del hindi ताड़ी, que es el nombre para el vino de palma, una bebida típica de la India, que se produce al fermentar savia de palmeras. El registro más antiguo que se conserva del término toddy para referirse a «una bebida hecha de licor alcohólico con agua caliente, azúcar y especias» es de 1786. Sin embargo, algunas otras fuentes le dan crédito a Robert Bentley Todd por su receta de una bebida caliente de brandy, canela blanca, jarabe de azúcar y agua.

## Variaciones
Un toddy frío se hace con whisky de centeno, naranjas, limones, canela en rama, jengibre, té Earl Grey, clavo, miel y bíter de naranja o regular. Se sirve con hielo y se remueve hasta que esté bien frío.